# Niculițel
Niculițel est une commune roumaine située dans le județ de Tulcea.